# Zbigniew Faryniarz
Zbigniew Faryniarz (ur. 26 lipca 1946 w Szczecinie) – polski pianista, dr hab., profesor nadzwyczajny Katedry Fortepianu Wydziału Instrumentalnego Akademii Muzycznej im. Karola Lipińskiego we Wrocławiu.

## Życiorys
Ukończył podstawową i średnią szkołę muzyczną w Szczecinie w klasie prof. Małgorzaty Doliwy-Dobrowolskiej. Studia pianistyczne rozpoczął w Państwowej Wyższej Szkole Muzycznej w Poznaniu w klasie Ireny Wyrzykowskiej-Mondelskiej, a następnie kontynuował w Państwowej Wyższej Szkole Muzycznej we Wrocławiu (obecnie Akademia Muzyczna), które ukończył w klasie Włodzimierza Obidowicza. Dwukrotnie uczestniczył w letnich kursach pianistycznych w Weimarze, a następnie odbył staż w Konserwatorium im. P. Czajkowskiego w Moskwie w klasie prof. Jakuba Miłsteina. Po studiach rozpoczął pracę w PSM II stopnia, a następnie w Akademii Muzycznej we Wrocławiu. Obronił pracę doktorską, następnie uzyskał stopień doktora habilitowanego. Otrzymał nominację profesorską.
Piastuje stanowisko profesora nadzwyczajnego w Katedrze Fortepianu na Wydziale Instrumentalnym Akademii Muzycznej im. Karola Lipińskiego we Wrocławiu oraz wiceprezesa Towarzystwa im. Ferenca Liszta.